# Acquaro
Acquaro est une commune italienne de la province de Vibo Valentia, dans la région Calabre.

## Administration
| Période                                  | Période  | Identité          | Étiquette    | Qualité |
| ---------------------------------------- | -------- | ----------------- | ------------ | ------- |
| 30 mars 2010                             | En cours | Giuseppe Barilaro | Lista civica |         |
| Les données manquantes sont à compléter. |          |                   |              |         |

### Communes limitrophes
Arena, Dasà, Dinami, Fabrizia, San Pietro di Caridà.